# باول تي كارول
باول تي كارول (بالإنجليزية: Paul T. Carroll)‏ هو عسكري أمريكي، ولد في 6 أبريل 1910 في ونسوكت في الولايات المتحدة، وتوفي في 17 سبتمبر 1954 في واشنطن العاصمة في الولايات المتحدة.